# Stade Giovanni-Zini
 (avril 2025).
Si vous disposez d'ouvrages ou d'articles de référence ou si vous connaissez des sites web de qualité traitant du thème abordé ici, merci de compléter l'article en donnant les références utiles à sa vérifiabilité et en les liant à la section « Notes et références ».
Le stade Giovanni-Zini est un stade de football de Crémone, en Italie, d'une capacité de 16 003 spectateurs.
Inauguré en 1929, il porte le nom du gardien de but Giovanni Zini (it) (1894-1915).